# Richard Jenkins
Richard Dale Jenkins (født 4. maj 1947) er en amerikansk skuespiller, der bl.a. har spillet med i film som Fun with Dick and Jane og The Kingdom. I 2009 blev han nomineret til en Oscar for bedste mandlige hovedrolle for sin rolle i filmen The Visitor.

## Filmografi i udvalg
- Vild med Mary (1998)
- What Planet Are You From? (2000)
- Me, Myself & Irene (2000)
- The Man Who Wasn't There (2001)
- Intolerable Cruelty (2003)
- Fun with Dick and Jane (2005)
- The Kingdom (2007)
- The Visitor (2008)
- Step Brothers (2008)
- Burn After Reading (2008)
- The Rum Diary (2010)
- Dear John (2010)
- The Shape of Water (2017)